# XIII (игра)
XIII — компьютерная игра, шутер от первого лица, разработанная компанией Ubisoft Paris и выпущенная в 2003 компанией UbiSoft. Локализатор в России — «Акелла». Сюжет основан на первых 5 частях одноимённого комикса XIII.

## Общие сведения
Игра выполнена в стилистике рисованного мультфильма или комикса с использованием технологии cel shading. Возможно, выбор стилистики обусловлен наличием большого количества чрезвычайно жестоких сцен в игре, чтобы не шокировать игрока излишней натуралистичностью изображения. Например, если выстрелить в противника гарпуном, стрела выходит из затылка. Есть возможность убить противника арбалетным болтом в лоб, куском стекла или ножом в глаз (в целом в игре отдаётся предпочтение холодному оружию). Прослеживается влияние на разработчиков фильмов ужасов Дарио Ардженто и игры Soldier of Fortune.
Нововведением стало использование в шутере приёма «картинка в картинке» («мультиэкранность»), когда особенно важные события или вещи показываются в увеличенном виде. Восклицания героев изображаются в виде надписей, например ARRRR. Всё это соответствует стилистике комикса.

## Сюжет
Сюжет представляет собой шпионскую историю в русле теории всемирного заговора. В игре много чёрного юмора и пародий на жанровые штампы. Главный герой просыпается на пляже Брайтон-бич в Бруклине, ничего не помня о своей прошлой жизни. У него есть только татуировка римской цифры XIII и ключ от банковской депозитной ячейки. В ходе расследования герой сталкивается с большим количеством злодеев, претендующих на мировое господство, и находит свою любовь. Но развязка игры не приносит решения всех загадок. Сразу после того, как сюжет делает крутой поворот, игра обрывается надписью «продолжение следует».

## Персонажи
Тринадцатый (XIII) (озвучивает Дэвид Духовны, в русской версии Александр Груздев) — главный герой, альтер эго игрока. Первоначально вспоминает, что его зовут Стив Роланд, но в процессе игры узнаёт, что на самом деле он противник Роланда, Джейсон Флай. Тринадцатый приходит в себя на пляже в Нью-Йорке и обнаруживает на груди загадочную татуировку с римским числом «XIII». Он понимает, что стал мишенью киллера по кличке «Мангуст» и его наёмников, а также разыскивается ФБР за убийство Президента США Уильяма Шеридана. На протяжении всей игры Тринадцатый стремится узнать своё настоящее имя и раскрыть заговор тайной группы под руководством Номера Один.
Джонс (озвучивает Ив) — майор армии США, работает на генерала Каррингтона. Она знает, что Тринадцатый невиновен в убийстве Президента и желает оправдать его имя. Высококлассный пилот и солдат. Она воодушевляет Тринадцатого и помогает ему сбежать из когтей ФБР.
Бен Каррингтон (озвучивает Адам Вест, в русской версии Алексей Борзунов) — генерал армии США, ещё один союзник Тринадцатого. В прошлом, друг убитого президента США, начавший собственное расследование его гибели. Инициатор внедрения Тринадцатого в среду заговорщиков. Однако его арестовали и отвезли в военную базу в горах Аппалачи, чтобы сохранить заговор в секрете. Тринадцатый должен прорваться на базу и освободить Каррингтона, если желает узнать о своём прошлом.
Мангуст — киллер с дурной репутацией, нанятый Номером Один (Всего в организации XX членов, у каждого из них татуировка в виде римской цифры) для убийств и прочих тёмных делишек. Жестокий и хладнокровный убийца, выполняющий заказы с улыбкой и рвением. Командует отрядом наёмных убийц, делающих за него грязную работу. Тринадцатый неоднократно встречает Мангуста на протяжении игры и должен столкнуться с ним лицом к лицу в конце игры.
Уолтер Шеридан — брат недавно погибшего президента Уильяма Шеридана. Уолтер обещает закончить работу, начатую его братом. В конце игры Уолтер помогает Тринадцатому сорвать планы Номера Один. Позже, в конце игры, выясняется, что именно Шеридан стоит за всем тайным заговором и является Номером Один.
Полковник Эймос — следователь ФБР, ведущий расследование убийства Уильяма Шеридана. Мудрый и проницательный пожилой человек. Эймос уверен, что это дело рук Тринадцатого, и пытается выследить и предать его правосудию. Тринадцатому придётся доказать Эймосу свою невиновность, чтобы узнать всю правду.
Ким Роланд — вдова Стива Роланда. Дочь генерала Каррингтона. Ким и её муж вместе входили в тайную организацию. Ким была Семнадцатой, а Стив — Тринадцатым. Но когда Тринадцатый, выживший после атаки Мангуста, возвращается и умирает, она решает раскрыть Номера Один. Для этого она вместе с генералом Каррингтоном организуют план по разоблачению, в котором Джейсон Флай занимает место своего друга Стива Роланда (судя по всему они были друзьями и соперничали между собой).
Уильям Стендвелл — американский генерал со вспыльчивым характером. Назначен Начальником Штаба на место генерала Каррингтона. Стендвелл подозрительно связан с Номером Один.
Сеймур Макколл — пожилой и неприветливый полковник, командующий военной базой в Мехико. Правая рука Стендвелла, беспрекословно выполняет его приказы. Также имеет подозрительные связи с Номером Один. Офицеры ниже рангом, которых встречает Тринадцатый, часто называют МакКолла тупицей.

## Продажи
Показатели продаж игры были ниже ожидаемых, в противоположность хорошему приёму. Сиквелом игры пока никто не занимается, хотя в 2010 году сайт UGO поставил XIII на 7 место в списке игр, которым нужны продолжения.

## Рецензии
| Сводный рейтинг       | Сводный рейтинг | Сводный рейтинг | Сводный рейтинг | Сводный рейтинг                                                          | Сводный рейтинг |
| Издание               | Оценка          | Оценка          | Оценка          | Оценка                                                                   | Оценка          |
| Издание               | Общая           | GC              | PC              | PS2                                                                      | Xbox            |
| --------------------- | --------------- | --------------- | --------------- | ------------------------------------------------------------------------ | --------------- |
| GameRankings          |                 | 75,65 %         | 73,83 %         | 76,62 %                                                                  | 76,31 %         |
| Metacritic            |                 | 73/100          | 72/100          | 73/100                                                                   | 74/100          |
| «Критиканство»        | 75/100          |                 |                 |                                                                          |                 |
| Иноязычные издания    |                 |                 |                 |                                                                          |                 |
| Издание               | Оценка          | Оценка          | Оценка          | Оценка                                                                   | Оценка          |
| Издание               | Общая           | GC              | PC              | PS2                                                                      | Xbox            |
| 1UP.com               |                 |                 | C+              |                                                                          |                 |
| Eurogamer             |                 |                 |                 |                                                                          | 8/10            |
| Game Informer         |                 |                 |                 | 7/10                                                                     |                 |
| GamePro               |                 |                 |                 | 5 из 5 звёзд · 5 из 5 звёзд · 5 из 5 звёзд · 5 из 5 звёзд · 5 из 5 звёзд |                 |
| GameRevolution        |                 |                 |                 |                                                                          | C+              |
| GameSpot              |                 |                 |                 | 6,4/10                                                                   |                 |
| GameSpy               |                 | [ 19 ]          |                 |                                                                          |                 |
| IGN                   |                 | 8,0/10          |                 |                                                                          |                 |
| Русскоязычные издания |                 |                 |                 |                                                                          |                 |
| Издание               | Оценка          | Оценка          | Оценка          | Оценка                                                                   | Оценка          |
| Издание               | Общая           | GC              | PC              | PS2                                                                      | Xbox            |
| Absolute Games        |                 |                 | 59/100          |                                                                          |                 |
| «Домашний ПК»         |                 |                 | [ 22 ]          |                                                                          |                 |
| «Игромания»           |                 |                 | 9/10            |                                                                          |                 |
| «Страна игр»          |                 |                 | 6,0/10          |                                                                          |                 |

### Зарубежная игровая журналистика
Игру ожидал в основном положительный приём. Согласно Metacritic, XIII имеет рейтинг 74 % для Xbox версии, 73 % для GameCube и PlayStation 2, и 72 % для PC.

### Российская игровая пресса
На агрегаторе рецензий «Критиканство» игра имеет оценку в 75 баллов из 100 на основе 9 рецензий русскоязычных изданий.
Крупнейший российский портал игр Absolute Games поставил игре 59 %. Обозреватель отметил хороший AI противников. К недостаткам была отнесена слабая графика и игровой процесс. Вердикт: «Резюмируем. XIII — не No One Lives Forever, хотя при желании мог бы ей стать. Всего-то надо: вырваться из объятий душных маленьких карт и акцентировать внимание на нелинейности геймплея; уделить должное внимание развитию сюжета, нагнать побольше саспенса и превратить персонажей из плоских карикатур в героев, которым хочется сопереживать; привести в чувство больную „стелс“-механику и систему записи игр».
«Игромания» поставила игре 9.0 баллов из 10-ти, сделав следующее заключение: «Хардкорное сочетание стильного cell-shading, лихо закрученного сюжета, стремительного, как Ниагара, геймплея и мощной атмосферы даёт на выходе великолепный шпионский боевик, который нельзя поглощать порциями. Его надо брать весь, сразу. Вы же не смотрели фильмы про Бонда кусками, верно?»
«Страна игр» поставила игре 6.0 из 10 баллов.

## Ремейк
| Русскоязычные издания | Русскоязычные издания |
| Издание               | Оценка                |
| --------------------- | --------------------- |
| 3DNews                | 2,0/10 (ПК)           |

18 апреля 2019 года нынешний владелец прав компания Microids анонсировала ремейк XIII. Разработкой займётся компания PlayMagic Ltd. Релиз игры был намечен на 13 ноября 2019 года на PlayStation 4, Xbox One, Nintendo Switch, Windows и Mac. Однако дату релиза перенесли на 2020 год для доработки качества и финальной полировки уровней. В июне 2020 года была объявлена дата выхода игры — 10 ноября 2020 года на всех назначенных платформах. В октябре 2020 года, стало известно, что разработчики перенесли выход ремейка на 2021 год для платформы Nintendo Switch.